# In Asia
In Asia è una raccolta di articoli di giornale di Tiziano Terzani durante il suo periodo di corrispondente in questo continente.
Tiziano Terzani trascorse anni in Asia. La prima volta che vi mise piede fu nel 1965 per l'Olivetti che gli affidò un incarico a Tokyo.  Divenne poi collaboratore, prima libero battitore, poi corrispondente del quotidiano tedesco “Der Spiegel”.
Risiedette a Singapore dal 1971 al 1975.
A Hong Kong dal 1975 a 1979, in Cina da '79 al 1984, di nuovo a Hong Kong per un anno, poi in Giappone fino al 1990, in Thailandia fino al 1994 e da allora in India (dalla prefazione del volume “In Asia”).
"La collezione che segue è una selezione delle cose puramente giornalistiche che ho scritto nel corso degli ultimi 25 anni. La maggior parte sono traduzioni dei miei originali in tedesco o in inglese, altri sono articoli scritti direttamente in italiano. Mi son permesso di lasciarli come li ho trovati, i vecchi nelle veline o nelle versioni passate al telex, i più recenti nella memoria del computer".
In Asia apre al lettore tanti spunti di riflessione e al contempo sazia la voglia di scoprire un mondo a noi misterioso e sconosciuto.
L'autore fu presente e attento testimone di grandi avvenimenti in tante nazioni del continente oltre che interviste a personaggi misteriosi e sconosciuti.
Si nota l'evoluzione politica ed etica degli stati e dei popoli come anche il modo di interpretarli e descriverli da parte dell'autore nel corso di quasi vent'anni.
A titolo d'esempio fu testimone, presente e attento, al passaggio di Hong Kong da ultima colonia europea in Asia alla Cina comunista, riportando i sentimenti della popolazione locale e come la propaganda cinese raccontò l'evento.  L'opera termina con “L'Orsigna ultimo amore”.
Orsigna è il paesino toscano in cui Terzani fu portato infante, crebbe e morì.

## Edizioni
- Tiziano Terzani, In Asia, Longanesi & C., 1998,  p. 450, ISBN 88-304-1482-4.